# Rhene hirsuta
Rhene hirsuta är en spindelart som först beskrevs av Tord Tamerlan Teodor Thorell 1877.  Rhene hirsuta ingår i släktet Rhene och familjen hoppspindlar. Inga underarter finns listade i Catalogue of Life.